# 로스 켐프
로스 켐프(Ross Kemp, 1964년 7월 21일 ~ )는 잉글랜드의 배우이다.

## 출연 작품
- 엑스트라 (2005)
- 스파타커스 (2004)
- 이스트엔더스 (1985)